# يحيى بن عمارة بن أبي حسن
يحيى بن عمارة بن أبي حسن الأَنْصارِيّ المازني المدني، والد عمرو بن يحيى بن عمارة، تابعي، وراوي حديث نبوي من الثقات من أهل المدينة المنورة، روى له الجماعة.

## روايته للحديث النبوي
- روى عن: أنس بن مالك، وشقران مولى النبي محمد، وعبد الله بْن زيد بْن عَاصِم المازني، وأبي سعيد الخدري.
- روى عنه: أبُو طوالة عبد الله بن عبد الرحمن بن معمر بن حزم، وعمارة بن غزية، وابنه عَمْرو بْن يَحْيَى بْن عمارة، ومُحَمَّد بْن عَبْد الرَّحْمَنِ بْن أَبي صعصعة، ومحمد بن مسلم بن شهاب الزهري، ومحمد بن يحيى بن حبان.[1]
- الجرح والتعديل: وثّقه محمد بن إسحاق بن يسار، والنسائي وابن خراش والذهبي وابن حجر العسقلاني، ذكره ابن حبان في كتاب الثقات، روى له الجماعة[1]